# Ministerium für Verbraucherschutz Luxemburg

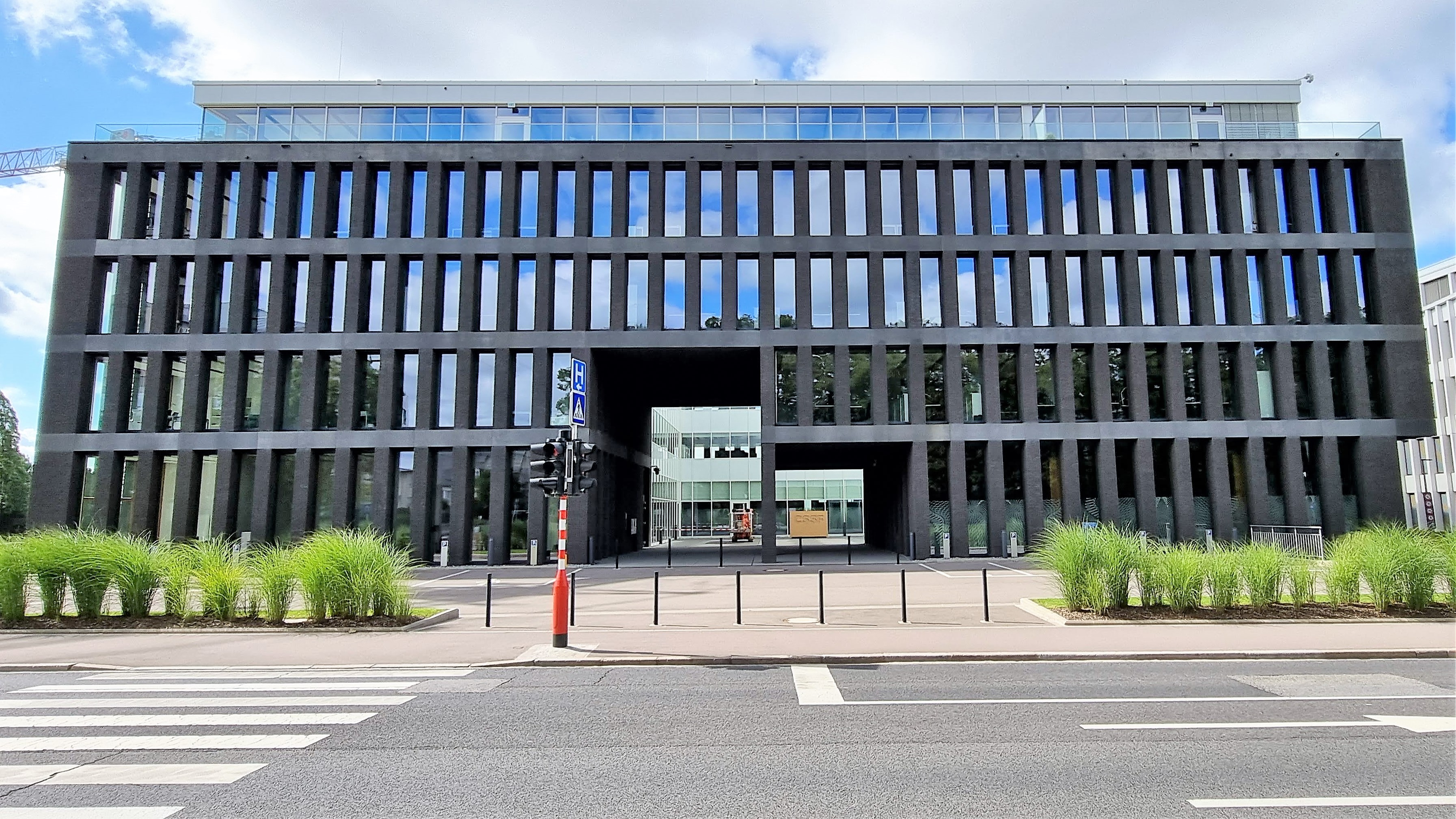
Sitz des Ministeriums an der Route d'Arlon gegenüber dem CHL

Das Ministerium für Verbraucherschutz (Ministère de la protection des consommateurs) ist seit seiner Schaffung im Jahre 2018 für die Umsetzung der Regierungspolitik in Sachen Verbraucherschutz und nachhaltiger Kosum für das Großherzogtum  Luxemburg} zuständig.

## Kompetenzen
Der Zuschnitt und die Kompetenzen des Ministeriums sind im großherzoglichen Beschluss vom 28. Mai 2019 festgelegt.
Unter anderem ist das Ministerium in folgenden Themen aktiv:
- Nachhaltiger Konsum
- Bereitstellung eines Rechners für den CO2-Fußabdruck
- Wahrung der Rechte von Flug-, Bahn-, Bus- und Schiffspassagieren
- Nutri-Score-Label
- Rechte des Verbrauchers bei Haustürgeschäften
- alternative Streitbeilegung von Verbraucherrechtsstreitigkeiten
- Recht auf Reparatur, geplante Obsoleszenz, gesetzlicher Rahmen usw. (Repair-Cafés)
- Gewährleistung einer Preistransparenz

Hierzu findet eine enge Zusammenarbeit mit dem Verbraucherrat, dem Europäischen Verbraucherzentrum GIE und dem luxemburgischen Konsumentenschutz (ULC) statt.

## Liste der Minister
Seit der Schaffung des Ministeriums in 2018:
- seit dem 05/12/2018 – Paulette Lenert (LSAP)
- ab 01/11/2023 – ???